# Vedran Runje
 (juin 2012).
Si vous disposez d'ouvrages ou d'articles de référence ou si vous connaissez des sites web de qualité traitant du thème abordé ici, merci de compléter l'article en donnant les références utiles à sa vérifiabilité et en les liant à la section « Notes et références ».
Vedran Runje, né le 10 février 1976 à Sinj en Yougoslavie (aujourd'hui en Croatie), est un footballeur international croate qui évolue au poste de gardien de but.

## Biographie

### En club
Après deux saisons à l'Hajduk Split, Vedran rejoint en 1998 le club qui le révèlera, le Standard de Liège. En 2001, il signe un contrat avec l'Olympique de Marseille et deviendra le chouchou du Vélodrome, jusqu'à être l'olympien de l'année. Mais en 2003, sa situation se dégrade avec l'entraîneur de l'OM, Alain Perrin, en raison de sa "grande gueule". Celui-ci décide alors de recruter le champion du monde Fabien Barthez et de laisser Vedran Runje de côté. 
Lors de l'été 2004, il décide de retourner au Standard. Titulaire indiscutable, il dispute 70 matchs de suite. En juin 2006, il quitte de nouveau le club pour le Beşiktaş JK. Grâce à ses nouvelles bonnes performances entre les perches des Aigles Noirs, Runje est sélectionné pour la première fois par l'entraîneur croate : il dispute son premier match le 15 novembre face à Israël (victoire 4-3).
Le 20 juin 2007, il signe un contrat de trois ans avec le Racing Club de Lens. Plus grande satisfaction du mercato nordiste, il s'intègre très vite à l'équipe et enchaîne les bons matchs. Contacté par plusieurs clubs français, Runje se déclare lors d'une interview lensois pour la saison 2008-2009, malgré la descente du club en Ligue 2. Le 19 juillet, il prolonge même son contrat jusqu'en 2011.
Blessé, il fait son retour le 11 novembre 2008 lors d'un match de Coupe de la Ligue contre Sochaux. Un hommage lui est même rendu lors de la rencontre Lens-Sedan du 1er décembre, où les supporters sang et or organisent un tifo géant pour le remercier de tout ce qu'il a apporté au club. Un message en croate était inscrit : « Nous avons beaucoup de respect pour toi Vedran. Merci d'être là ! »
Néanmoins, lors du match Lens-Vannes, comptant pour la 20e journée de Ligue 2, Vedran Runje se blesse de nouveau après un mauvais dégagement au pied. Il est estimé indisponible durant un mois minimum.
À la fin de la saison 2008-2009, Vedran Runje et le Racing Club de Lens terminent à la première place du championnat de France de Ligue 2. Par la même occasion, le Croate remporte le titre de meilleur gardien de Ligue 2 aux trophées UNFP du football.
En avril 2010, il se blesse sérieusement et est éloigné des terrains jusqu'à la fin de la saison. Le 26 mai 2011, il rompt son contrat avec le RC Lens, déjà relégué en Ligue 2.
En 2022, le magazine So Foot le classe dans le top 1000 des meilleurs joueurs du championnat de France, à la 483e place.

### En sélection
Vedran Runje dispute son premier match avec la sélection croate lors des éliminatoires de l'Euro 2008.
Le 5 mai 2008, il apparaît sur la liste des 23 joueurs emmenés par Slaven Bilić à l'Euro 2008. Durant cette compétition, Vedran Runje joue sa première rencontre face à la Pologne, l'emportant sur le score d'un but à zéro. La Croatie est finalement éliminée aux tirs au but face à la Turquie en quart de finale.
Le 8 octobre de la même année, alors qu'il s'entraîne avec sa sélection et qu'il est tout près de retrouver les joies du terrain avec elle, Runje se blesse sérieusement à la main (fracture de l'auriculaire gauche), ce qui lui vaut une indisponibilité d'un peu plus d'un mois.

## Statistiques
| Saison                | Club                   | Championnat           | Championnat | Championnat | Coupe(s) nationale(s) | Coupe(s) nationale(s) | Supercoupe | Supercoupe | Compétition(s) continentale(s) | Compétition(s) continentale(s) | Compétition(s) continentale(s) | Croatie | Croatie | Total | Total |
| Saison                | Club                   | Division              | M.          | B.          | M.                    | B.                    | M.         | B.         | Comp.                          | M.                             | B.                             | M.      | B.      | M.    | B.    |
| 1998-1999             | Standard de Liège      | Pro League            | 34          | 0           | 8                     | 0                     | -          | -          | -                              | -                              | -                              | -       | -       | 42    | 0     |
| 1999-2000             | Standard de Liège      | Pro League            | 32          | 0           | 6                     | 0                     | -          | -          | -                              | -                              | -                              | -       | -       | 38    | 0     |
| 2000-2001             | Standard de Liège      | Pro League            | 34          | 0           | 2                     | 0                     | -          | -          | CI                             | 6                              | 0                              | -       | -       | 42    | 0     |
| Sous-total            | Sous-total             | Sous-total            | 100         | 0           | 16                    | 0                     | -          | -          | -                              | 6                              | 0                              | 0       | 0       | 122   | 0     |
| 2001-2002             | Olympique de Marseille | Division 1            | 33          | 0           | 4                     | 0                     | -          | -          | -                              | -                              | -                              | -       | -       | 37    | 0     |
| 2002-2003             | Olympique de Marseille | Ligue 1               | 36          | 0           | 6                     | 0                     | -          | -          | -                              | -                              | -                              | -       | -       | 42    | 0     |
| 2003-2004             | Olympique de Marseille | Ligue 1               | 16          | 0           | 1                     | 0                     | -          | -          | C1                             | 7                              | 0                              | -       | -       | 24    | 0     |
| Sous-total            | Sous-total             | Sous-total            | 85          | 0           | 11                    | 0                     | -          | -          | -                              | 7                              | 0                              | 0       | 0       | 103   | 0     |
| 2004-2005             | Standard de Liège      | Pro League            | 34          | 0           | 2                     | 0                     | -          | -          | C3                             | 6                              | 0                              | -       | -       | 42    | 0     |
| 2005-2006             | Standard de Liège      | Pro League            | 34          | 0           | 5                     | 0                     | -          | -          | -                              | -                              | -                              | -       | -       | 39    | 0     |
| Sous-total            | Sous-total             | Sous-total            | 68          | 0           | 7                     | 0                     | 0          | 0          | -                              | 6                              | 0                              | 0       | 0       | 81    | 0     |
| 2006-2007             | Beşiktaş JK            | Süperlig              | 32          | 0           | 9                     | 0                     | -          | -          | C3                             | 6                              | 0                              | 1       | 0       | 48    | 0     |
| Sous-total            | Sous-total             | Sous-total            | 32          | 0           | 9                     | 0                     | 0          | 0          | -                              | 6                              | 0                              | 1       | 0       | 48    | 0     |
| 2007-2008             | RC Lens                | Ligue 1               | 38          | 0           | -                     | -                     | -          | -          | C3                             | 6                              | 0                              | 4       | 0       | 48    | 0     |
| 2008-2009             | RC Lens                | Ligue 2               | 31          | 0           | 4                     | 0                     | -          | -          | -                              | -                              | -                              | 2       | 0       | 37    | 0     |
| 2009-2010             | RC Lens                | Ligue 1               | 32          | 0           | 5                     | 0                     | -          | -          | -                              | -                              | -                              | 6       | 0       | 43    | 0     |
| 2010-2011             | RC Lens                | Ligue 1               | 32          | 0           | -                     | -                     | -          | -          | -                              | -                              | -                              | 9       | 0       | 41    | 0     |
| Sous-total            | Sous-total             | Sous-total            | 133         | 0           | 9                     | 0                     | 0          | 0          | -                              | 6                              | 0                              | 21      | 0       | 169   | 0     |
| Total sur la carrière | Total sur la carrière  | Total sur la carrière | 418         | 0           | 52                    | 0                     | 0          | 0          | -                              | 31                             | 0                              | 22      | 0       | 523   | 0     |

## Palmarès

### En club
Standard de Liège
- Vice-champion de Belgique en 2006.
- Finaliste de la Coupe de Belgique en 1999 et 2000.

 Beşiktaş JK
- Vice-champion de Turquie en 2007.
- Vainqueur de la Coupe de Turquie en 2007.

 RC Lens
- Champion de France de Ligue 2 en 2009.
- Finaliste de la Coupe de la Ligue en 2008.

### Distinction personnelle
- Élu gardien de l'année du championnat de Belgique en 1999, 2001 et 2006 avec le Standard de Liège
- Élu gardien de l'année du championnat de Ligue 2 en 2009 avec le RC Lens